# Marcelo Barticciotto
 (Buenos Aires, 1º gennaio 1967) è un ex calciatore argentino, di ruolo attaccante.

## Caratteristiche tecniche
Giocò come attaccante.

## Palmarès

### Club

#### Competizioni nazionali
- Campionato cileno: 4

Colo Colo: 1989,  1990,  1991,  1996, 1997 (C),  1998,  2002 (C)
- Copa Chile: 4

Colo Colo: 1989, 1990 e 1996
Universidad Católica; 1995

##### Competizioni internazionali
- Coppa Libertadores: 1

Colo Colo: 1991
- Coppa Interamericana: 1

Colo-Colo: 1991
- Recopa Sudamericana: 1

Colo-Colo: 1992